# Дадра и Нагар Хавели и Даман и Диу
Дадра и Нагар Хавели и Даман и Диу (на хинди: दादरा और नगर हवेली तथा दमन और दीव, на гуджарати: દાદરા અને નગર હવેલી અને દમણ અને દીવ, на маратхийски: दादरा आणि नगर हवेली आणि दमण आणि दीव, на конкани: दादरा आनी नगर हवेली आनी दमन आनी दीव, на португалски: Dadrá e Nagar-Aveli e Damão e Diu, на английски: Dadra and Nagar Haveli and Daman and Diu) е съюзна територия в Западна Индия. Административен център е град Даман, а населението – 585 764 души. Територията е образувана от сливането на съюзните територии Дадра и Нагар Хавели и Даман и Диу на 26 януари 2020 г.

## География
Територията с площ от 603 km² се състои от четири части: първата част (град Даман с прилежащите му села) се намира на континента и е полуанклав в щата Гуджарат, втората е остров Диу, разположен на юг от гуджаратския полуостров Катхиявар, третата – Нагар Хавели лежи между щатите Гуджарат и Махаращра, а четвъртият – Дадра, лежи на север и е анклав в рамките на Гуджарат.

## История
Всички номинални земи на територията на съюза (Дадра, Нагар Хавели, Даман, Диу) някога са били португалски колонии. Даман и Диу, заедно с няколко други града по крайбрежието, Португалия получава от султаните на Гуджарат през 1531 г. – 1539 г. Територията на Нагар Хавели е получена от португалците през 1783 г. по силата на мирен договор след конфликт, включващ поразяване на португалска фрегата от флота на държавата Маратха. Дадра е откупена от португалците през 1785 г.
След обявяването на независимостта през 1947 г. Индийският съюз изисква му да бъдат предадени всички португалски колонии. Отказът на Португалия води до конфликт. През 1954 г. жителите на Дадра и Нагар Хавели, подкрепяни от доброволци от паравоенни индийски организации (като Раштрийа Сваямсевак Санг, Азад Гомантак Дал и др.), превземат тези територии, сваляйки португалското правителство. През 1961 г. Даман и Диу, заедно с Гоа, са анексирани от Индия. Португалия признава суверенитета на Индия над територията едва през 1974 г. след „Революцията на карамфилите“, която се провежда та.
Територията е създадена чрез сливане на съюзните територии Дадра и Нагар Хавели и Даман и Диу в началото на 2020 г. Преди това териториите са имали общ администратор и държавни служители, затова е взето решение да бъдат обединени в една, за да се намалят административните разходи. Законът за сливането на териториите е внесен в парламента на Индия. 26 ноември 2019 г. и е одобрен от президента на Индия на 9 декември 2019 г. Законът влиза в сила на 26 януари 2020 г.

## Окръзи
Административно съюзната територия Дадра и Нагар Хавели и Даман и Диу е разделена на три окръга:
| № | Окръг                | Територия, km² | Население, души (2011) | Плътност, д./km² |
| - | -------------------- | -------------- | ---------------------- | ---------------- |
| 1 | Даман                | 72             | 190 855                | 2650,76          |
| 2 | Диу                  | 40             | 52 056                 | 1301,40          |
| 3 | Дадра и Нагар Хавели | 491            | 342 853                | 698,27           |
|   | Общо                 | 603            | 585 764                | 970              |